# 2680 Mateo
2680 Mateo este un asteroid din centura principală, descoperit pe 1 iulie 1975 de Felix Aguilar Obs..